# Rue d'Algérie (Lyon)
Pour les articles homonymes, voir Rue d'Algérie.
La rue d'Algérie est une voie du quartier des Terreaux dans le 1er arrondissement de Lyon, en France.

## Situation et accès
La rue débute quai Saint-Vincent et se termine place des Terreaux. Les rues d'Oran, Lanterne et la place Tobie-Robatel commencent sur cette voie tandis que les rues Grobon, Hippolyte-Flandrin, Terme, Sainte-Marie-des-Terreaux s'y terminent.
La circulation se fait dans le sens inverse de la numérotation. La rue est desservie par les bus    C13 C18 qui bifurquent sur la place Robatel tandis que les lignes   C14 passent par cette voie avec l'arrêt de bus Terreaux La Feuillée.
De la place des Terreaux jusqu'à la rue Hippolyte-Flandrin, le stationnement se fait dans le parking souterrain Terreaux de Lyon Parc Auto; ensuite il est d'un seul côté de la voie avec un stationnement pour les deux-roues.

## Origine du nom
Le nom de la rue est donné à la suite de la conquête de l'Algérie par la France.

## Historique
La rue d'Algérie est née de la réunion au XIXe siècle de deux anciennes voies : la rue de la Boucherie-des-Terreaux et la place des Carmes.
La rue de la Boucherie-des-Terreaux est ouverte au nord de la boucherie des Terreaux, construite en construite en 1538 sur l'emplacement de l'ancien fossé des Lanternes. Elle relie la place de la Feuillée (au débouché de l'actuel pont de la Feuillée) et la place de la Boucherie-des-Terreaux (située rue Lanterne, au niveau du débouché occidental de l'actuelle galerie des Terreaux),.
La place des Carmes, attestée au moins depuis 1680, est ouverte entre la place des Terreaux et la cour des Carmes (actuelle place Tobie-Robatel).
En 1840, après l'ouverture de l'abattoir de Perrache, on démolit la boucherie des Terreaux. La rue du Bessard et la rue de la Boucherie-des-Terreaux sont alors élargies et redressées. Elles sont de plus reliées entre elles par une nouvelle voie. Par décision du conseil municipal du 27 juin 1844, la rue de la Boucherie-des-Terreaux prend le nom de rue d'Algérie, tandis que la rue du Bessard est renommée rue Constantine et la nouvelle voie est baptisée rue d'Oran.
Sous le second Empire, dans le cadre des travaux du préfet Vaïsse, la place des Carmes est élargie et son axe déplacé vers le nord dans l'alignement de la partie nord de la place des Terreaux. Au sud, la compagnie de la rue Impériale construit le passage des Terreaux. À la même époque, la place des Carmes est réunie à la rue d'Algérie.

## Photographies

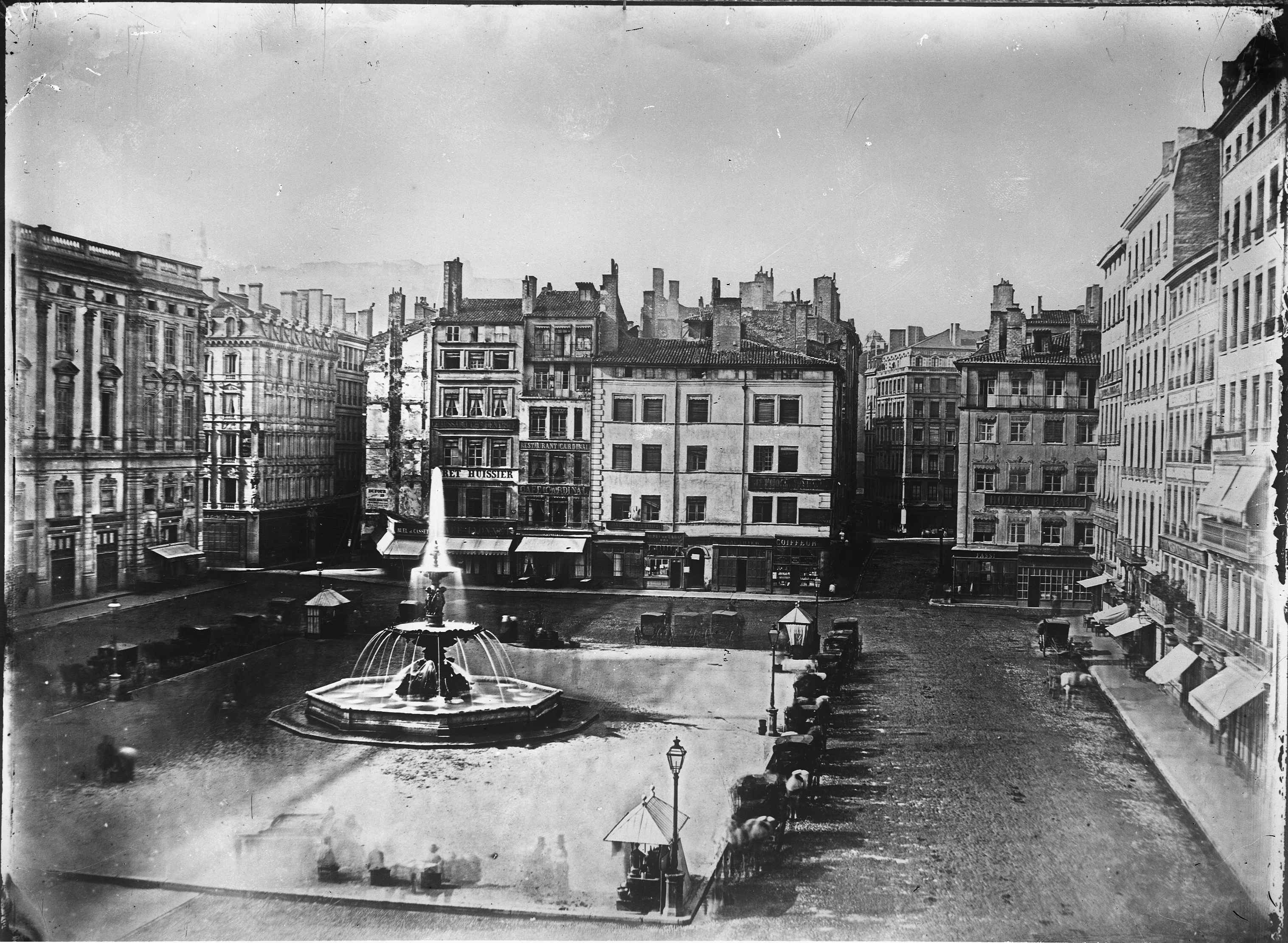
Le début de l'actuelle rue d'Algérie avant les travaux du préfet Vaïsse.
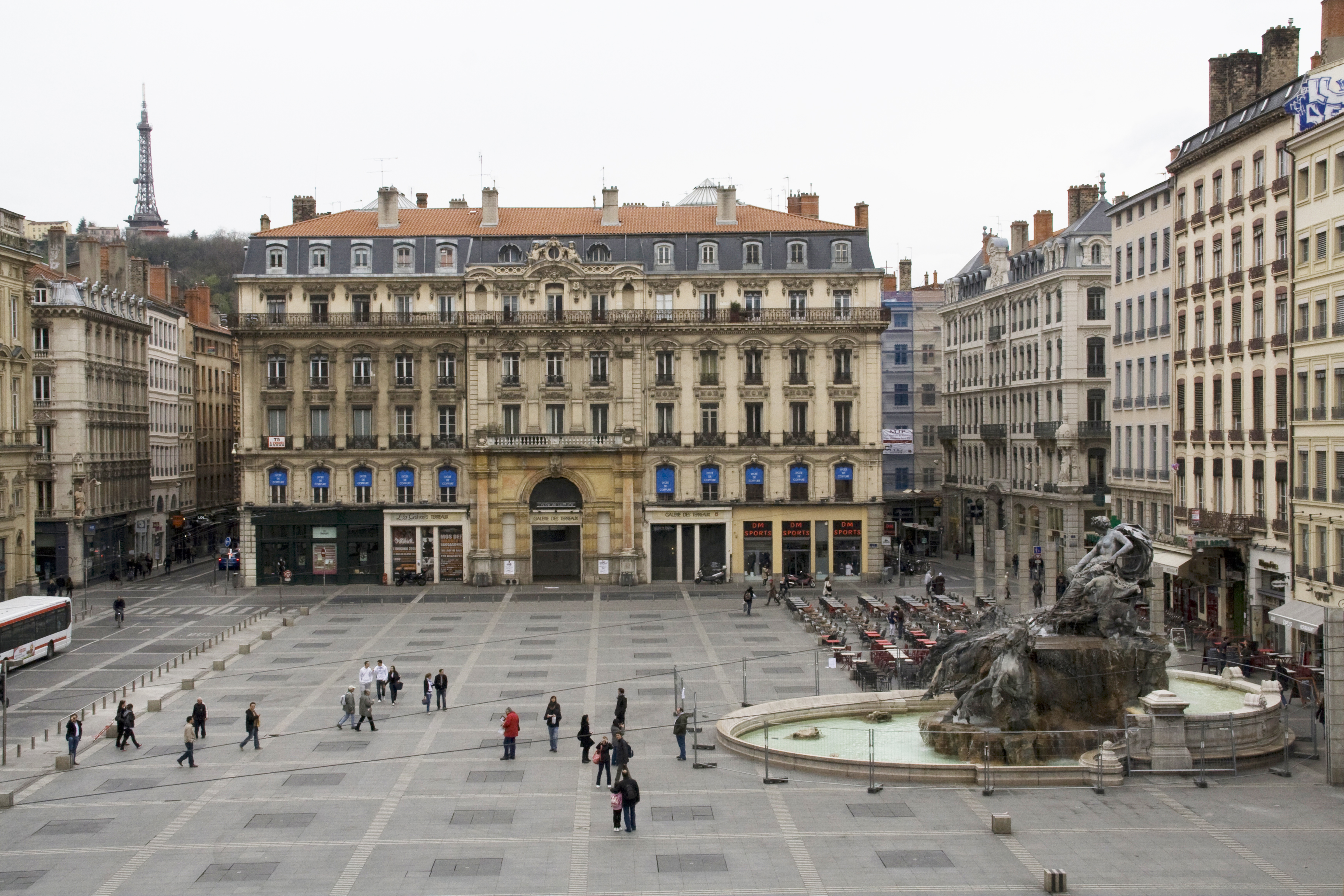
Le début de l'actuelle rue d'Algérie dans les années 2010.